# Acomayo (distrito)
Acomayo é um dos sete distritos da Província de Acomayo, situada no Departamento de Cusco, pertencente à Região de Cusco, no Peru.

## Transporte
O distrito de Acomayo é servido pela seguinte rodovia:
- CU-123, que liga o distrito de San Jerónimo à cidade
- CU-117, que liga o distrito de Checacupe à cidade de Cusco[2][3][4]